# Preussiska statsrådet

Tyskland under Weimarrepubliken 1919-1933. Fristaten Preussen (i blått) var den ledande delstaten.

Det preussiska statsrådet var från 1817 till 1918 ett rådgivande organ till Preussens kung (enligt förordningar av den 20 mars 1817 och den 6 januari 1848). Därefter mellan 1920 och 1933 den andra kammaren i Fristaten Preussens parlament (Art. 31 i den preussiska författningen av 1920).